# Chiesa Nuova (Roma)

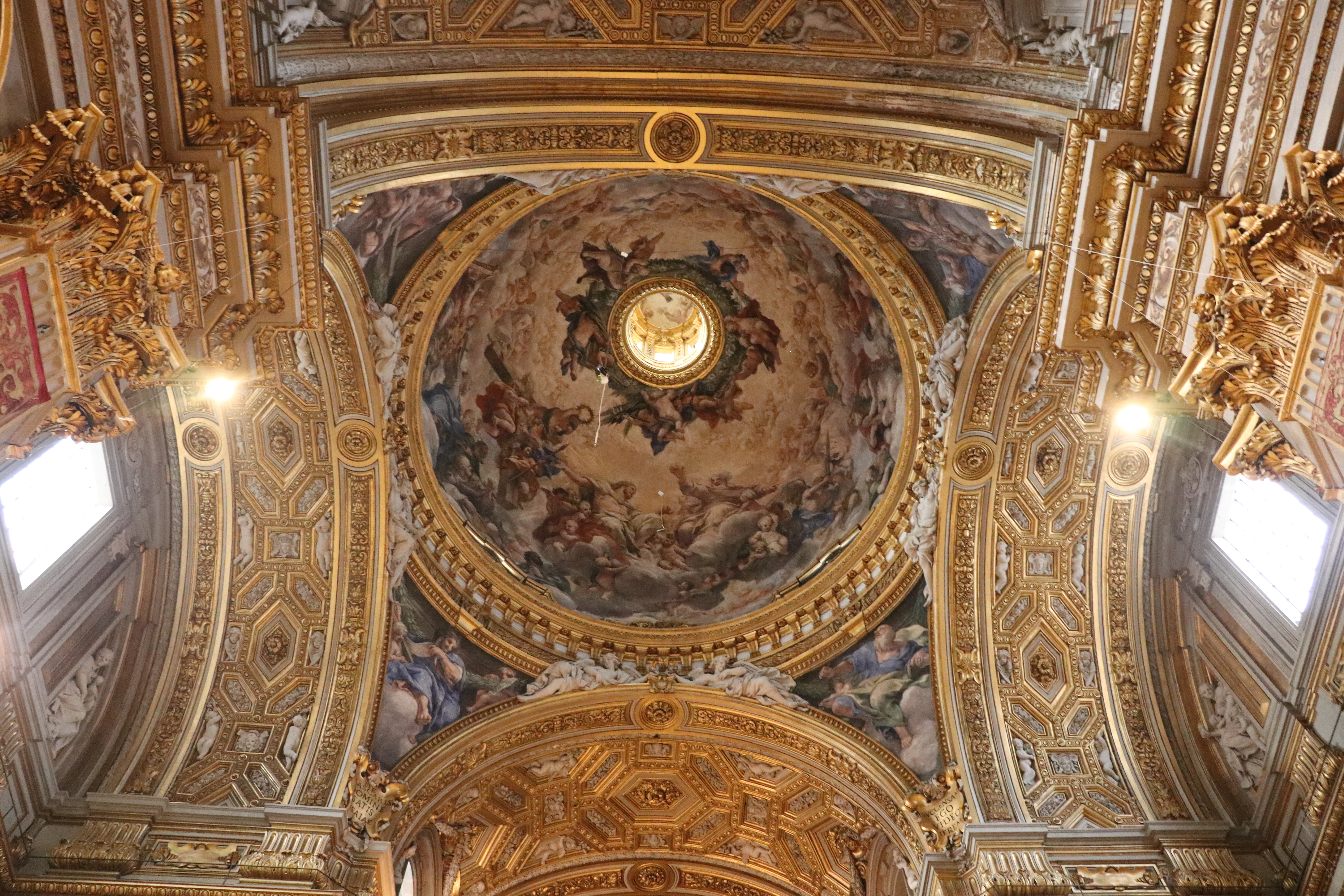
Interno cupola

Santa Maria in Vallicella, detta tradizionalmente dopo il rifacimento del XVI secolo Chiesa Nuova, è un luogo di culto cattolico cinquecentesco di Roma, che si trova nella piazza omonima del rione Parione, sulla linea di confine con il rione Ponte, in cui ricade parte dell'edificio.

## Chiesa della Natività della Madonna
La chiesa sorge sull'area di una leggera depressione naturale nella pianura del Campo Marzio, considerata dai Romani uno degli ingressi degli Inferi e luogo di culto delle divinità infernali, con il nome di Tarentum. 
Dal XIII secolo è qui ricordata una chiesa dedicata alla Natività della Madonna, legata alla parrocchia di San Lorenzo in Damaso. Dal XIV secolo e fino XVI secolo la chiesa era conosciuta con il nome di Santa Maria in Puteo albo, dal nome della contrada che aveva preso nome da un'antica vera di pozzo (puteale) in marmo bianco posta presso la vicina piazza Sora. La chiesa era a tre navate separate da tre colonne per lato.

### Madonna vallicelliana
Nella chiesa fu conservata un'immagine miracolosa della Madonna: si tratta di un affresco trecentesco, in origine collocato all'esterno di una "stufa", o bagno pubblico. Si raccontava che nel 1535 l'immagine, essendo stata colpita con un sasso, avesse sanguinato ed era divenuta così oggetto di culto. Nel 1574 l'affresco era stato staccato e affidato al rettore della chiesa della Vallicella e conservato nella sacrestia. L'affresco fu in seguito collocato sull'altare maggiore della Chiesa Nuova.

## Costruzione
Nel 1551 Filippo Neri fondò la Congregazione dell'oratorio, che fu riconosciuta da papa Gregorio XIII nel 1575. Nella stessa bolla si affidava alla congregazione la vecchia chiesa, che tuttavia non era più in buono stato. Fu dunque affidato all'architetto Matteo di Città di Castello l'incarico di costruire una "chiesa nuova". La prima messa nel nuovo edificio, con navata unica e quattro cappelle per lato, ancora coperto da un tetto in legno, fu celebrata nel 1577. La chiesa e le sue cappelle furono decorate con stucchi e marmi policromi, su disegno di Domenico Fontana e Giovanni Antonio Dosio.
Nel 1586 i lavori passarono a Martino Longhi il vecchio, architetto di fiducia del maggiore finanziatore dei lavori, il cardinale Pierdonato Cesi. Dopo la morte del Cardinale i lavori continuarono e l'abside a pianta semicircolare, il transetto e la cupola che ne sormontava l'incrocio, furono inaugurati nel 1591.
Tra il 1594 e il 1617, secondo un progetto di Giacomo Della Porta del 1585 e a cura di Giovan Battista Guerra come soprintendente ai lavori, l'originaria pianta ad unica navata fu modificata per mezzo dello sfondamento delle cappelle laterali, che vennero arretrate in modo da lasciare spazio per due strette navate laterali. Si aggiunsero inoltre altre due cappelle, una per lato.
Contemporaneamente Angelo Cesi, vescovo di Todi e fratello del Cardinale, finanziava i lavori della facciata, che iniziarono nel 1594 su progetto di Fausto Rughesi e si conclusero, dopo un'interruzione tra il 1598 e il 1603, nel 1605, mentre la scalinata antistante fu completata nel 1614. Il timpano che corona la facciata per l'intera larghezza si deve forse ad un intervento di Carlo Maderno.
Il campanile fu aggiunto nel 1666 ad opera di Camillo Arcucci. Il fianco destro della chiesa, dopo l'apertura della strada che la costeggia, fu rivestito nel 1675 con cortina laterizia ad opera di Carlo Rainaldi. La cupola fu modificata nel 1650 da Pietro da Cortona, che vi aggiunse una lanterna sormontata da un cupolino per permettere una migliore illuminazione dell'interno. Il pavimento marmoreo fu interamente rifatto nel 1895.
La chiesa, con il contiguo Oratorio dei Filippini, si affacciava in precedenza su una piccola piazza chiusa, oggi scomparsa in seguito all'apertura di corso Vittorio Emanuele nel 1885. Nell'attuale slargo sono collocati un monumento a Pietro Metastasio e la fontana della Terrina, qui spostata da Campo de' Fiori.

## Architettura

### Facciata

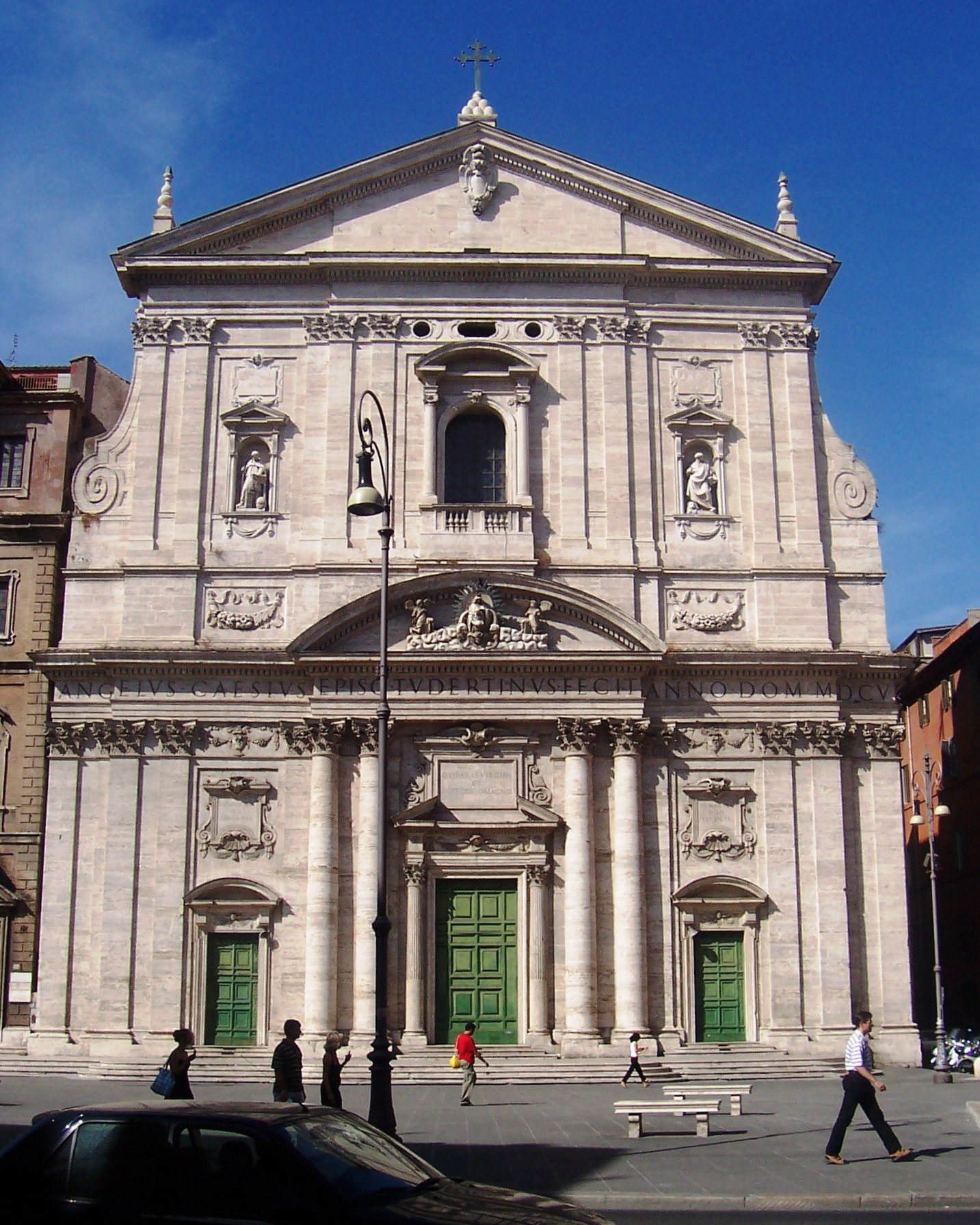
Facciata

La facciata presenta due ordini di paraste binate, con le coppie ai lati del portale centrale sostituite da semicolonne. Sulla trabeazione del primo ordine l'iscrizione ricorda il committente (Angelus Caesius, episc[opus] tudertinus fecit anno Dom[ini] MDCV).
Il portale centrale, di dimensioni maggiori dei due laterali, è sormontato, al di sopra della trabeazione del primo ordine, da un timpano centinato, che ospita la statua della "Madonna Vallicelliana". Le iscrizioni al di sopra dei tre portali riportano i due titolari della chiesa, la Madonna e san Gregorio Magno e i versi del biblico Cantico dei Cantici relativi all'Immacolata (tota pulchra es amica mea et macula non est in te).
Nell'ordine superiore, collegato a quello inferiore da due piccole volute laterali, riprese dalla facciata della chiesa del Gesù, si trova al centro una finestra inquadrata da un'edicola con timpano centinato e ai lati due nicchie, inquadrate da edicole più piccole, che ospitano le statue di san Gregorio Magno e di san Girolamo, opera di Giovanni Antonio Paracca.

### Navate

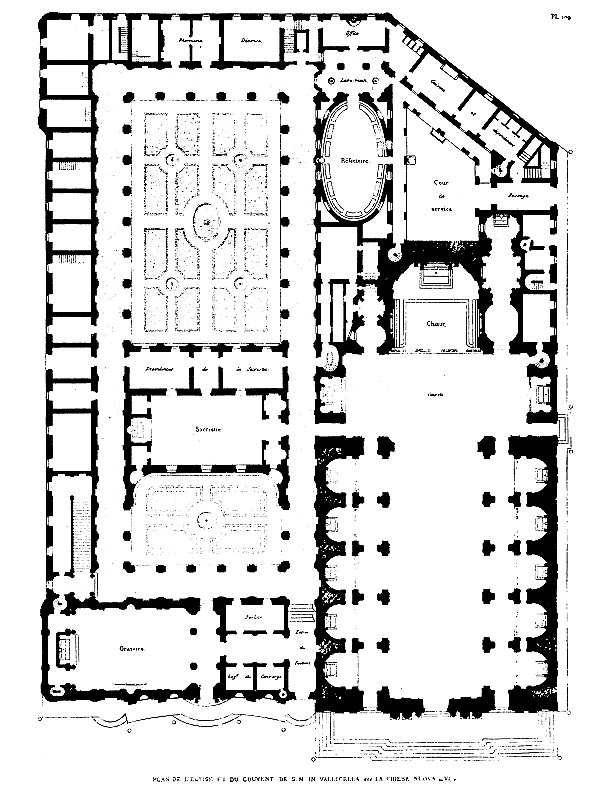
Pianta della chiesa e del monastero

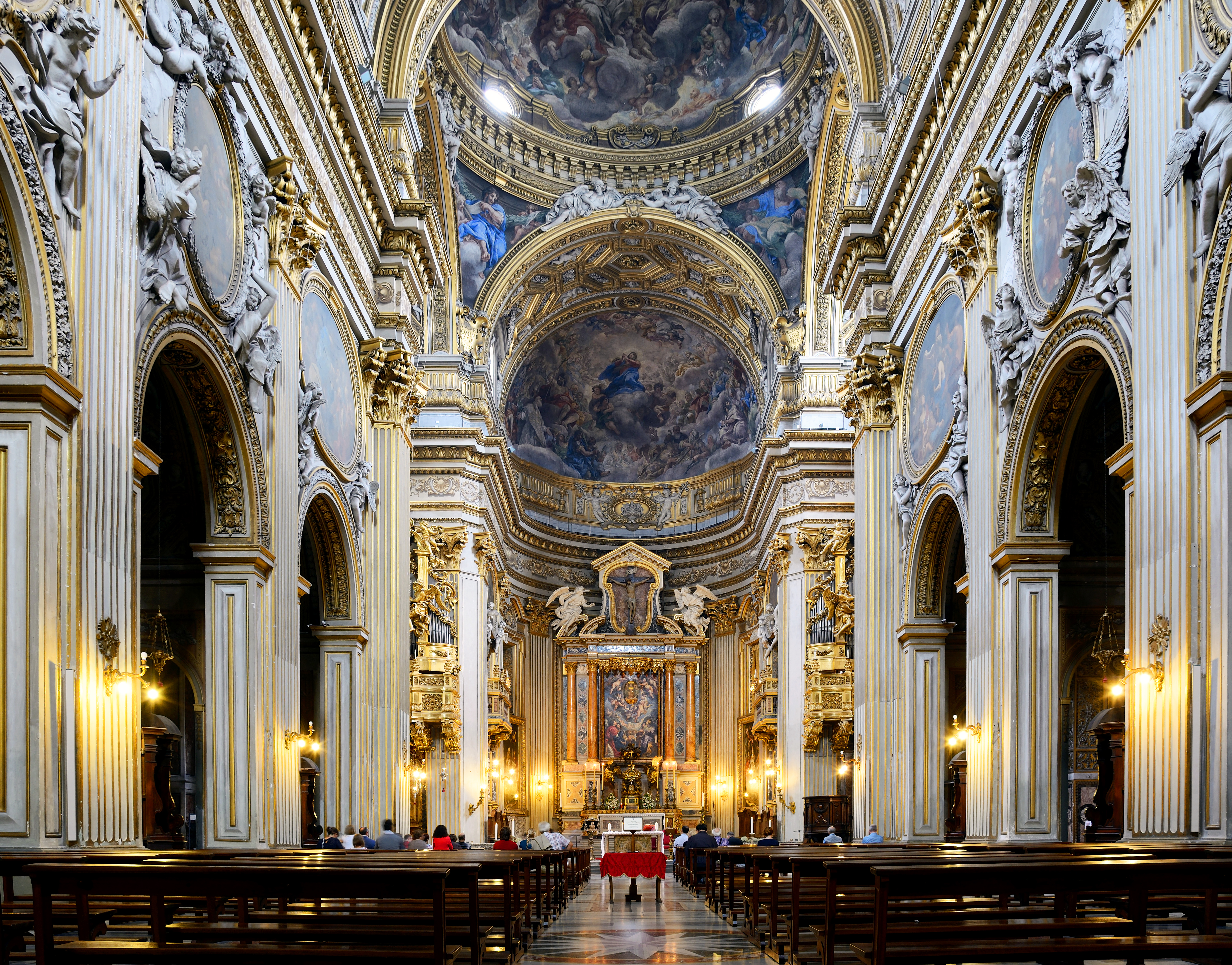
Interno

La navata centrale è coperta da una volta a botte, sostenuta da pilastri con paraste addossate, tra i quali si aprono le arcate verso le navate laterali, dove si affacciano cinque cappelle per parte.
Ai lati della navata centrale, sopra gli archi di passaggio alle navate laterali, e sulla contro-facciata, si trovano quindici tele ovali ospitate in cornici dorate, realizzate tra il 1697 e il 1700, che raffigurano la Salvazione del genere umano attraverso episodi dell'Antico e Nuovo Testamento.
A partire dal fondo:
| Parete sinistra                                  | Parete destra                                             | Autore           |
| La creazione degli angeli                        | La caduta degli angeli ribelli                            | Lazzaro Baldi    |
| La resurrezione dei morti                        | Adamo ed Eva al cospetto di Dio dopo il peccato originale | Giuseppe Ghezzi  |
| La comunione degli apostoli                      | La caduta della manna                                     | Daniel Seiter    |
| La Maddalena penitente                           | Rebecca ed Eleazar al pozzo                               | Giuseppe Ghezzi  |
| Cristo consegna le chiavi a san Pietro           | Mosè rompe le tavole della legge                          | Giuseppe Passeri |
| L'Immacolata Concezione                          | Giuditta e Oloferne                                       | Daniel Seiter    |
| Cristo caccia i mercanti dal Tempio              | Gli eletti di Israele con l'Arca dell'Alleanza            | Domenico Parodi  |
| Controfacciata: Predica di san Giovanni Battista | Controfacciata: Predica di san Giovanni Battista          | Daniele Seiter   |

Sulla controfacciata gli stucchi di Ercole Ferrata rappresentano le allegorie del Disprezzo del mondo e del Silenzio. Gli angeli e i putti in stucco della decorazione della navata laterale, completati nel 1698, furono opera degli stuccatori Giacomo Lavaggi, Bernardino Cametti, Pietro Balestra, Giuseppe Raffaelli e Michele Maglia.

### Affreschi di Pietro da Cortona

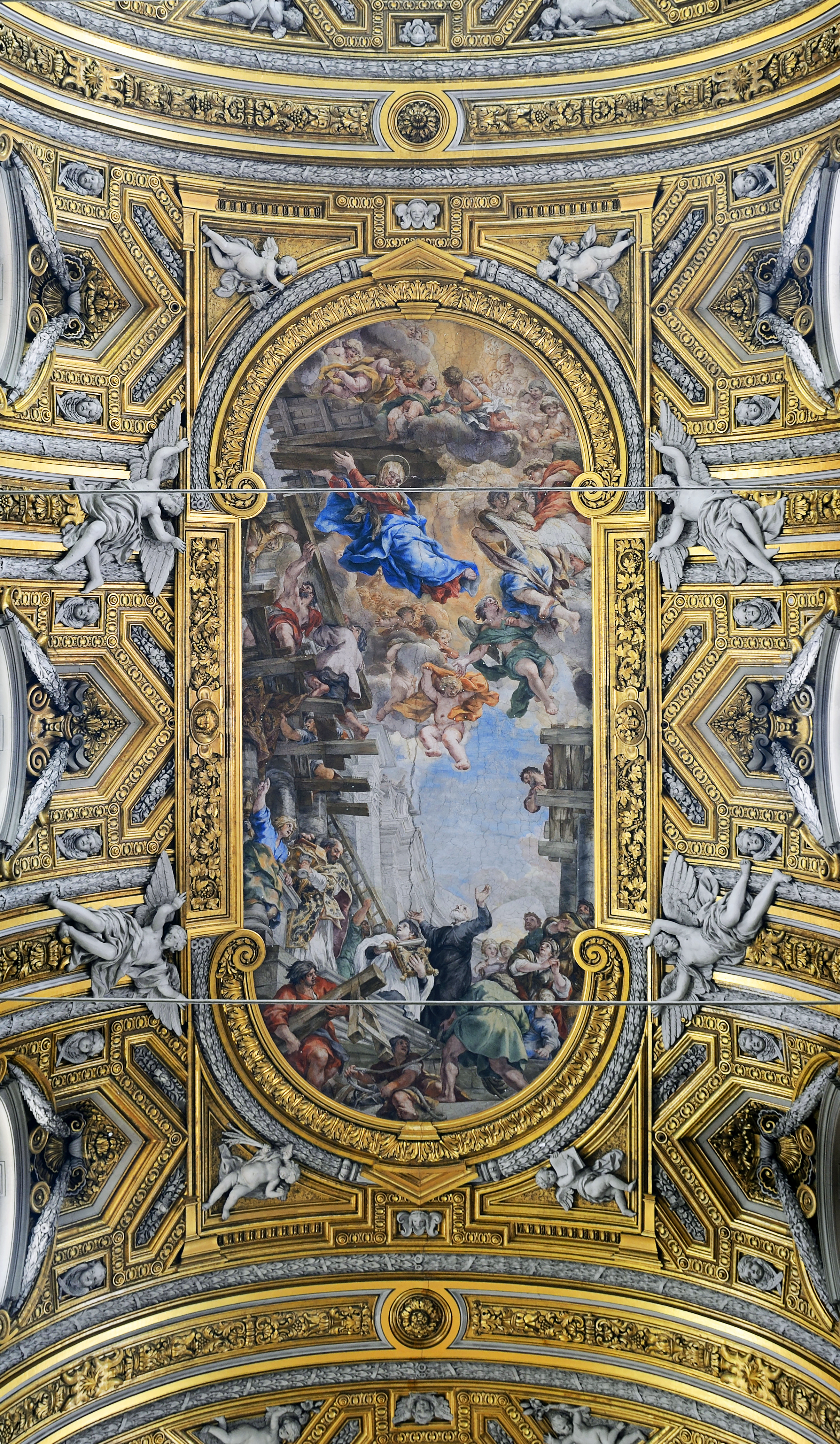
Il soffitto con l'affresco Madonna e san Filippo Neri

La volta, la cupola con i peducci e l'abside, lasciati inizialmente solo imbiancati per volere dello stesso Filippo Neri, furono successivamente affrescati da Pietro da Cortona tra il 1647 e il 1666.
Sulla volta l'affresco raffigura la Madonna e san Filippo Neri e si riferisce al celebre episodio della visione avuta dal santo nel 1576 nel corso della costruzione della chiesa: a Filippo sarebbe apparsa la Madonna che sorreggeva una trave pericolante sopra la cappella nella quale erano conservati, durante i lavori, il Santissimo Sacramento e l'immagine miracolosa della "Madonna Vallicelliana".
Nel catino absidale è raffigurata l'Assunta tra Angeli e Santi, sulla cupola il Trionfo della Trinità (Dio Padre e Cristo sulla cupola e lo Spirito Santo nel lanternino). Sui pennacchi della cupola sono affrescati i profeti biblici Geremia, Ezechiele, Isaia e Daniele.

### Transetto e presbiterio
Le tre navate sboccano nel vasto spazio del transetto, coperto all'incrocio con la navata centrale dalla cupola. Alle estremità dei bracci laterali vi si aprono due cappelle, mentre sul fondo il presbiterio, chiuso dall'abside semicircolare, è fiancheggiato da altre due cappelle a più vani.
Nel transetto sono presenti decorazioni in stucco di Cosimo Fancelli ed Ercole Ferrata, con allegorie della Fede e della Speranza (braccio sinistro) e della Carità e della Religione (braccio destro).
Negli anni 1920 del Novecento, nel braccio destro del transetto è stato collocato il pulpito in legno disegnato per il convento da Francesco Borromini (1638-1642).
Il coro nel presbiterio risale al 1640 per i dossali degli stalli, mentre i sedili sono di poco posteriori. Gli organi e i coretti ai lati del presbiterio hanno ricche mostre in legno dorato del 1698.

#### Altare maggiore e dipinti di Pieter Paul Rubens

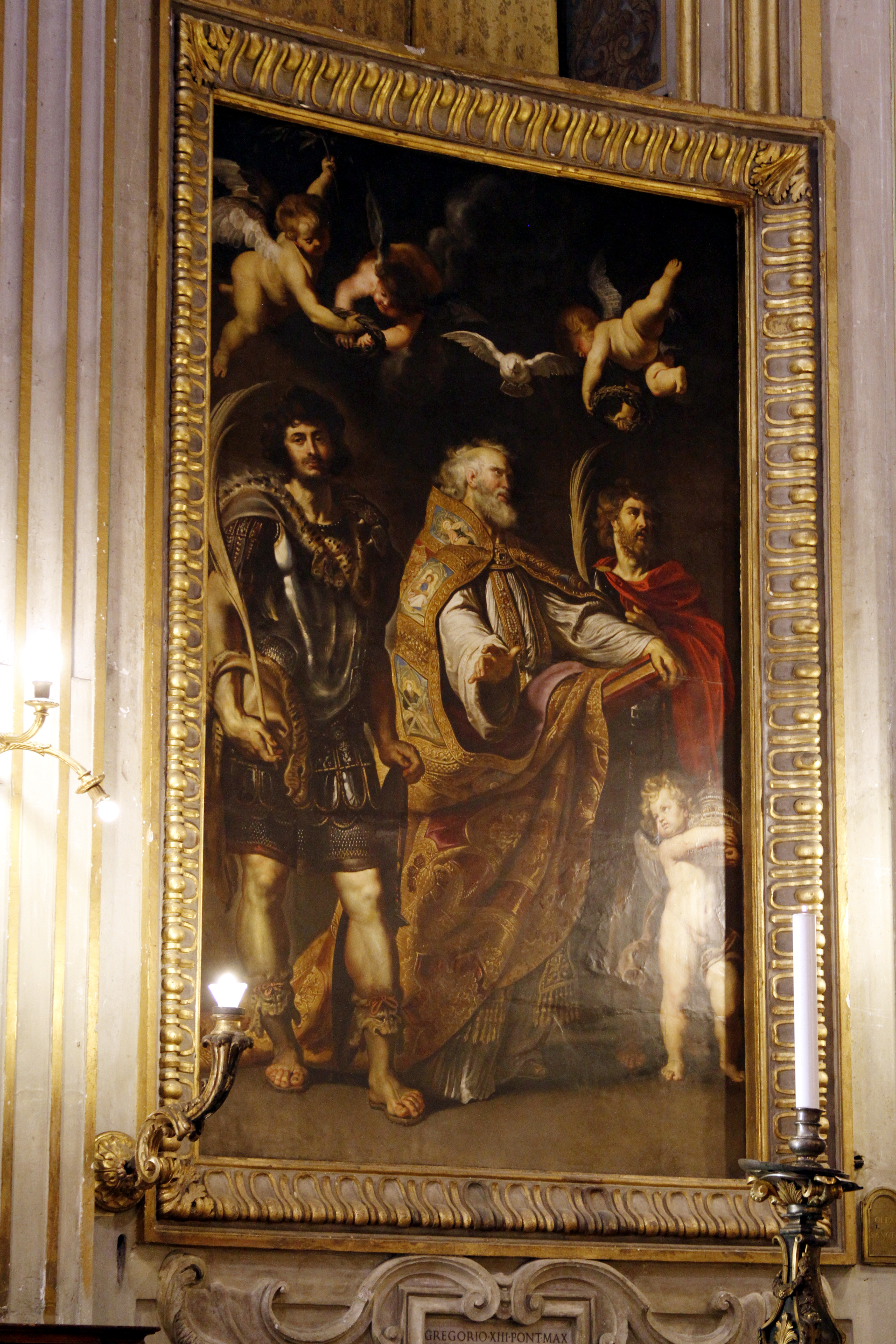
Santi Gregorio Magno, Mauro e Papia

Sull'altare maggiore, costruito tra il 1596 e il 1599 doveva inizialmente trovar posto una pala con la "Natività" di Federico Barocci, tuttavia mai eseguita.
Nel 1608 fu invece deciso di collocarvi l'immagine miracolosa della Madonna della Vallicella, che venne inserita in una pala in ardesia, dipinta da Peter Paul Rubens con centri concentrici di "Angeli e cherubini adoranti", disposti intorno ad una nicchia con l'immagine sacra. Questa è coperta da una lastra di rame, ugualmente dipinta da Rubens con una Madonna e Bambino benedicente, che può essere sollevata, mediante un sistema di corde e pulegge, per disvelare l'immagine miracolosa sottostante.
Alle pareti laterali del presbiterio si trovano altri due dipinti di Rubens, realizzati ancora su lastre di ardesia, che rappresentano i Santi Gregorio Magno, Papia e Mauro (sulla parete sinistra) e i Santi Flavia Domitilla, Nereo e Achilleo (sulla parete destra).
Il mecenate di questo grandioso ciclo pittorico fu monsignor Giacomo Serra, genovese
Sopra il timpano mistilineo dell'altare è stata realizzata un'edicola per ospitare il Crocefisso in legno policromo, opera di Guglielmo Berthelot, del 1615. Nel 1697 il timpano e l'edicola furono modificati per l'aggiunta di due statue di Angeli, opera di Francesco Maratti.
Il tabernacolo dell'altare in bronzo dorato, con angeli in volo, fu realizzato nel 1672 da Ciro Ferri.

### Cappelle delle navate
Le cappelle, che inizialmente si aprivano sull'unica navata, furono tutte ricostruite per far posto alle navate laterali tra il 1594 e il 1606.

#### Cappella della Purificazione
Prima cappella della navata sinistra.
Concessa a Fabrizio e Cesare Mezzabarba, di Pavia, era stata inizialmente destinata all'esposizione dell'antica immagine miracolosa della "Madonna Vallicelliana". Con i lavori di ricostruzione il patronato passò al cardinale Agostino Cusani e nel 1854 ai conti Polidori.
La decorazione a stucco posteriore alla ricostruzione è opera di Stefano Longo, mentre i riquadri affrescati nella volta furono completati nel 1620 dal Cavalier d'Arpino (Sant'Ambrogio, Sant'Agostino e Santa Monica). Gli affreschi, danneggiati, furono ricoperti da un restauro del 1885.
La pala d'altare è costituita da una tela del 1627, ancora del Cavalier d'Arpino, raffigurante la Purificazione della Vergine.

#### Cappella dei Magi o dell'Epifania
Seconda cappella della navata sinistra.
Concessa in patronato nel 1578 a Porzio Ceva, notaio della Camera Apostolica. Lo jus patronato della cappella passò dai nobili Ceva alla nobile famiglia Ratto.
La pala d'altare, opera di Cesare Nebbia del 1578, raffigura l'Adorazione dei Magi.
Dopo la ricostruzione, la nuova decorazione con marmi policromi e stucchi sulla volta fu affidata ancora a Stefano Longo e fu completata nel 1619, riprendendo i motivi della cappella della Purificazione. Gli affreschi sulla volta, in cattivo stato, furono probabilmente completati nel 1625 da Baccio Ciarpi.

#### Cappella della Natività
Terza cappella della navata sinistra.
Concessa in patronato a Silvio Antoniano, futuro cardinale, nel 1580.
La pala d'altare, di Durante Alberti, raffigura l'Adorazione dei pastori (prima del 1590). Dopo la ricostruzione era stata decorata con stucchi (Giovanni Guerra) e affreschi (Pomarancio), non più conservati.

#### Cappella della Visitazione
Quarta cappella della navata sinistra.
Concessa in patronato a Francesco Pizzamiglio, veneziano, nel 1582. Alla metà del Settecento passò a Filippo Sicurani.
La pala d'altare con la Visitazione è la prima commissionata a Federico Barocci per una chiesa di Roma. I padri dell'oratorio manifestarono l'intenzione di ordinare al pittore urbinate la pala per la cappella già nel 1582 ma la commissione fu sottoscritta nel 1584 ed il dipinto giunse a Roma nel 1586. Il dipinto riscosse subito un grande apprezzamento e le fonti artistiche ed agiografiche riportano che essa era particolarmente cara a San Filippo Neri che amava fermarsi a pregare di fronte ad essa.
Dopo la ricostruzione, che fu completata solo nel 1611, la decorazione a stucco fu eseguita entro il 1617 e l'anno successivo furono commissionati gli affreschi di Carlo Saraceni (San Matteo, San Giovanni Evangelista e San Giovanni Battista, quest'ultimo oggi perduto).

#### Cappella dell'Annunciazione
Quinta cappella della navata sinistra.
Concessa in patronato alla famiglia Ruspoli, banchieri fiorentini, nel 1589.
Nel 1591 fu completata l'originaria decorazione affrescata, di Andrea Lilli, di cui si conservano quelli del sottarco (Annuncio della nascita della Vergine a Gioacchino ed Anna, Rebecca al pozzo, Rachele nasconde gli idoli, l' Immacolata Concezione, Uva della terra promessa, Sposa del Cantico dei Cantici e la Sposa entra nella sala del banchetto). La pala d'altare dello stesso anno e raffigurante l'Annunciazione, fu opera di Domenico Cresti (detto "il Passignano").
Dato il cattivo stato di conservazione degli affreschi, una seconda decorazione con marmi policromi e stucchi, fu commissionata nel 1662).

#### Cappella del Crocefisso
Prima cappella della navata destra.
Concessa in patronato a Camillo Caetani, patriarca di Alessandria e in seguito passò a Paolo Paganino, di Modena, e ancora alla famiglia Rossi e, nel 1746, al marchese Giacomo Vettori.
La pala d'altare, di Scipione Pulzone, raffigurante il Crocefisso, fu completata entro il 1586.
Sotto il patronato del Paganino e dopo la ricostruzione fu rifatta la decorazione nel 1621, con stucchi del sottarco (eseguiti da Stefano Longo con le allegorie della Giustizia e della Fortezza) e della volta di copertura, dove riquadrano affreschi ad olio di Giovanni Lanfranco (Incoronazione di spine, Flagellazione e Orazione nell'orto).

#### Cappella della Pietà
Seconda cappella della navata destra.
Concessa in patronato a Pietro Vittrici, "guardaroba" del papa. Passò quindi a Ermete Cavalletti 
Dopo la ricostruzione ricevette una decorazione con marmi policromi e stucco (1612) e con affreschi di Angelo Caroselli (Sindone nel sottarco e Pietà fra David e Isaia nella volta).
Sull'altare era stata collocata la Deposizione di Cristo nel sepolcro del Caravaggio (1602), che fu asportata dai francesi nel 1797 e sostituito con una copia di Michele Koeck, mentre dopo la restituzione l'originale si conserva nella Pinacoteca dei Musei Vaticani.

#### Cappella dell'Ascensione
Terza cappella della navata destra.
Concessa in patronato nel 1581 a Tiberio Ceuli, banchiere romano. Nel 1868 il patronato passò alla famiglia De Villanova Castellacci.
La pala d'altare con l'Ascensione si deve a Girolamo Muziano, prima del 1587.
Dopo la ricostruzione fu nuovamente decorata con marmi policromi e stucchi e consacrata nel 1607. Gli affreschi ad olio sulla calotta furono eseguiti da Benedetto Piccioli a partire dal 1624 (San Coprete, Sant'Alessandro e San Patermuzio).

#### Cappella della Pentecoste
Quarta cappella della navata destra.
Concessa in patronato nel 1579 a Vincenzo Lavaiana, banchiere pisano, che al momento della ricostruzione la cedette a Diego del Campo, fiammingo, "cameriere segreto" del papa. Nel 1728 il patronato passò al conte Pietro Giraud.
La decorazione della volta (I sette candelabri, Il battesimo di Cristo e Mosè con le tavole della Legge), completata nel 1602, si deve a Egidio della Riviera.
L'originaria pala d'altare con la Discesa dello Spirito Santo era del pittore fiammingo Wensel Cobergher (1607), ma fu sostituita nel 1689 dall'attuale tela con stesso soggetto di Giovanni Maria Morandi.

#### Cappella Pinelli
Quinta cappella della navata destra.
Concessa in patronato al banchiere genovese Giovanni Agostino Pinelli, tesoriere del papa.
Conserva gran parte della decorazione originaria in stucco, terminata nel 1587, su disegno di Giacomo della Porta.
Vi si trovano inoltre affreschi di Aurelio Lomi con Storie di Maria e Storie dell'infanzia di Gesù nel sottarco, tondi nella volta con Dormitio Virginis, Incoronazione di Maria e Funerali della Madonna, e sulle pareti Rebecca ed Eleazar e Giaele e Sisara.
L'originaria pala di altare con l'Assunzione e apostoli di Giuseppe Ghezzi, fu sostituita alla metà del Seicento con quella di Gian Domenico Cerrini, con medesimo soggetto.

### Cappelle del transetto
Le due cappelle alle estremità del transetto furono modificate con un arretramento, in analogia alle cappelle delle navate: i lavori furono eseguiti nel 1634 per la cappella della Presentazione.

#### Cappella della Presentazione della Vergine
All'estremità sinistra del transetto.
Fu costruita nel 1589 a spese del vescovo Angelo Cesi, e decorata su disegno di Martino Longhi il vecchio nel 1591 con marmi policromi e due colonne in marmo verde antico all'altare.
Nel 1592 furono collocate nelle apposite nicchie le statue di San Pietro e San Paolo, opera di Giovanni Antonio Paracca e nel 1603 fu consegnata la pala d'altare, raffigurante la Presentazione di Maria al Tempio di Federico Barocci.
Dopo i lavori di modifica, fu completamente rifatta la decorazione affrescata, con Storie di Anna, Elcana e Samuele sulla volta, ad opera di Alessandro Salucci.

#### Cappella dell'Incoronazione della Vergine
All'estremità destra del transetto.
Fu concessa nel 1591 ad Alessandro Glorieri, nunzio apostolico a Napoli.
Nel 1592 venne costruito l'altare maggiore, con colonne in marmo verde antico analoghe a quelle dell'opposta cappella della Presentazione e la cappella venne consacrata nel 1594 con un'elaborata decorazione in marmi policromi. Le nicchie ospitano due statue di San Giovanni Battista e San Giovanni Evangelista di Flaminio Vacca.
La pala d'altare, raffigurante l'Incoronazione della Vergine, fu dipinta dal Cavalier d'Arpino e, completata nel 1615, venne ulteriormente modificata dallo stesso autore due anni dopo, su richiesta della Congregazione.

#### Cappella di San Filippo Neri
A sinistra del presbiterio. Preceduta da un vestibolo a pianta ovale di Luca Berrettini, fu costruita tra il 1600 e il 1606 a spese di Neri Del Nero, parente del santo, su progetto di Onorio Longhi, e ornata di marmi e pietre preziose (marmi, alabastri, diaspro, madreperla, lapislazzuli, corallo, onice, agata e ametista).
La cupola con lanterna al di sopra dell'altare è opera di Pietro da Cortona (1650).
Sulle pareti e sulla volta sono inserite tele di Cristoforo Roncalli, detto il "Pomarancio", realizzati tra il 1596 e il 1599 (ma forse sostituiti da una seconda serie dello stesso pittore nel 1620) e raffiguranti scene della vita del santo (Filippo ode cantare gli angeli, Filippo guarisce Clemente VIII dalla chiragra, Filippo salva un figlio spirituale dall'annegamento, Filippo in estasi mentre assiste un infermo, Filippo cade nel fondamento ed è salvato da un angelo, Filippo in estasi in abiti sacerdotali, Morte di Filippo, Elemosina di Filippo all'angelo, Filippo resuscita Paolo Massimo, San Giovanni Battista appare a Filippo).
Per l'altare fu realizzata la pala di Guido Reni raffigurante San Filippo Neri e la Madonna della Vallicella, poi spostata nelle stanze del convento e qui sostituita da un mosaico con il medesimo soggetto di Vincenzo Castellani (1765-1774).
L'altare è costituito da un'urna di cristallo che ospita il corpo del santo, con maschera d'argento, mentre le decorazioni sono frutto di successive modifiche e rinnovamenti che si sono succeduti fino al XIX secolo.

#### Cappella di San Carlo Borromeo
A destra del presbiterio.
L'idea di una cappella dedicata a san Carlo Borromeo si discuteva fin dal 1604, con l'appoggio del cardinale Federico Borromeo, ma fu possibile realizzare il progetto solo a partire dal 1663, con il patrocinio del marchese Orazio Spada. Il progetto di Camillo Arcucci prevedeva tre ambienti successivi, sontuosamente ornati, e fu completato nel 1679.
Il primo ambiente, un vestibolo ottagonale, ospita le lapidi in marmo nero, collocate nel 1733, che celebrano i componenti della famiglia committente.
L'ambiente centrale, a pianta ellittica e coperto a volta, fu realizzato da Giuseppe Brusati Arcucci, nipote del primo progettista, con l'aiuto di Carlo Rainaldi. e presenta quattro nicchie inquadrate da colonne alveolate che avrebbero dovuto ospitare delle statue.
La decorazione, (Gloria con il motto di San Carlo, Humilitas, del 1667, Angeli e quattro medaglioni con l`Attentato a san Carlo, i Santi Carlo, Filippo Neri e Felice da Cantalice, la Comune preghiera di san Carlo e di san Filippo e l`Incontro di san Carlo e di san Filippo) si deve a Giovan Francesco De Rossi. Sul pavimento è raffigurato lo stemma della famiglia Spada (un appartenente ad essa, il cardinal Fabrizio Spada, vi è sepolto). Alle pareti dipinti di Luigi Scaramuccia del 1673 (l'Elemosina di san Carlo e San Carlo fra gli appestati).
L'ultimo ambiente ospita l'altare con pala di Carlo Maratta (la Madonna e il Bambino Gesù fra i santi Carlo Borromeo e Ignazio di Loyola, del 1672-1679). L'affresco sulla volta, con lo Spirito Santo, inserito in una precedente cornice mistilinea, fu realizzato da autore ignoto nel 1729.

## Il restauro
Nel 2006 la chiesa è stata restaurata. Questo intervento ha modificato il piazzale esterno.

## Curiosità
- Il 24 agosto 1987 vi si tenne il funerale dell'attore Franco Lechner, meglio conosciuto come Bombolo[4].